# Lambrechten
Lambrechten osztrák község Felső-Ausztria Riedi járásában. 2022 januárjában 1297 lakosa volt.

## Elhelyezkedése

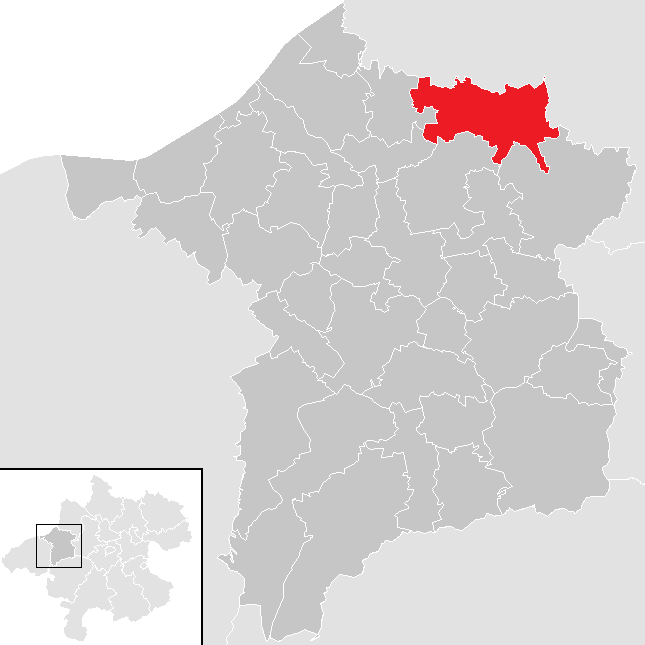
Lambrechten a Ried im Innkreis-i járásban

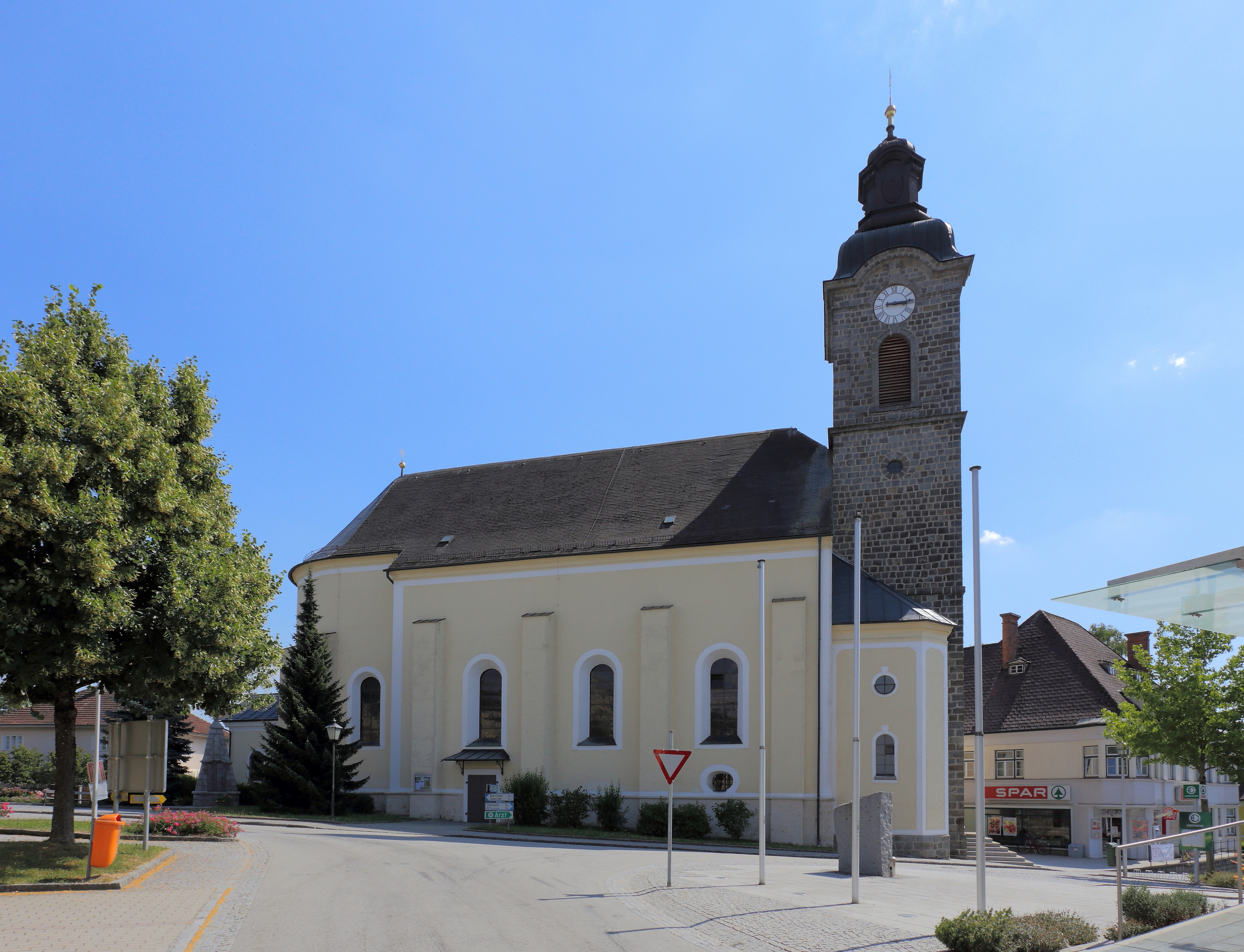
A Szt. Lambert-plébániatemplom

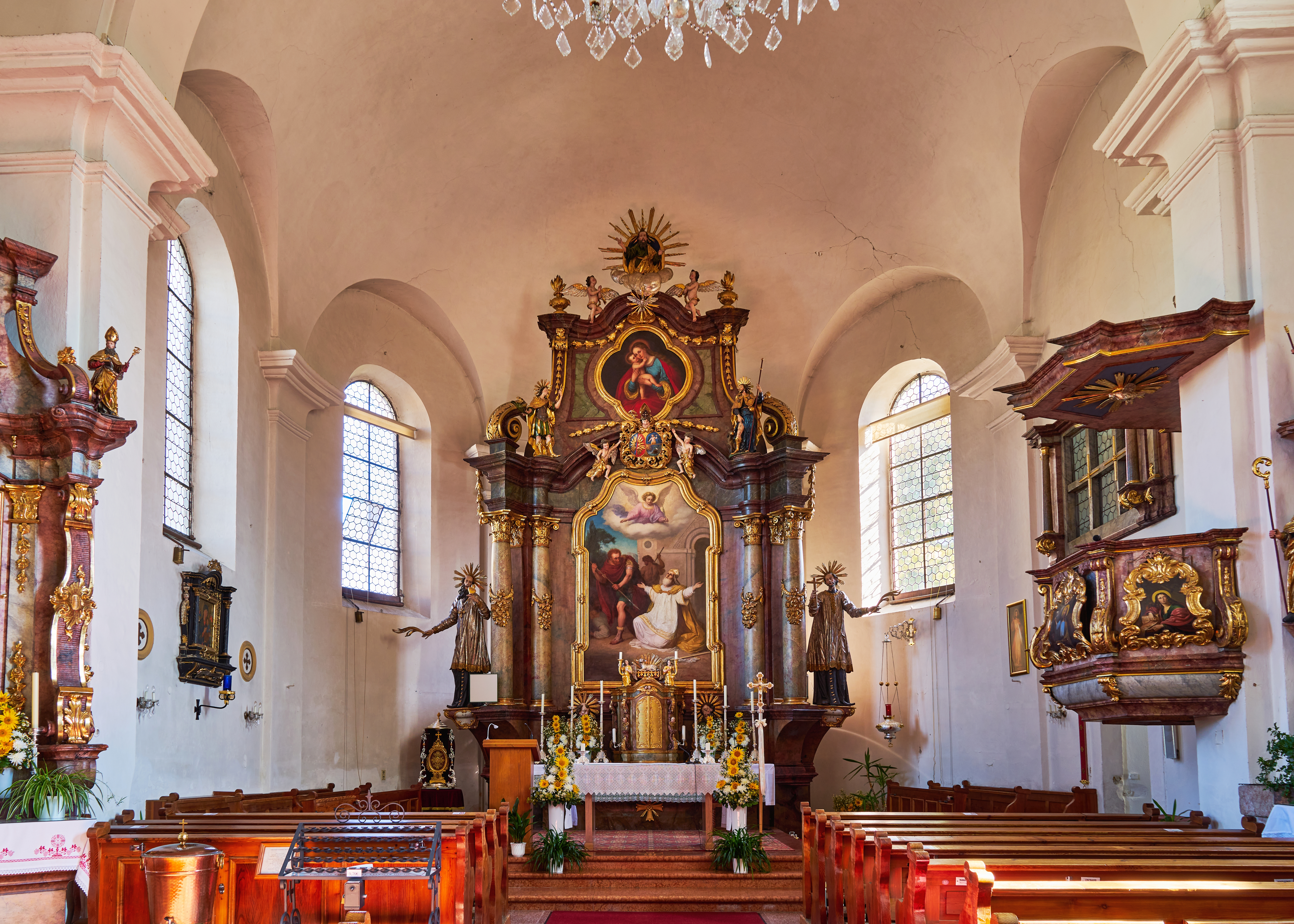
A templom belső tere

Lambrechten a tartomány Innviertel régiójában fekszik, az Innvierteli-dombságon, a Kochbach folyó mentén. Területének 12,7%-a erdő, 79,9% áll mezőgazdasági művelés alatt. Az önkormányzat 19 települést és településrészt egyesít: Augental (34 lakos 2021-ben), Baumgarten (23), Blindendorf (24), Breiningsdorf (27), Bruck (155), Ellerbach (58), Ellerbach bei Taiskirchen im Innkreis (5), Gerhagen (48), Gupfing (30), Kromberg (23), Lambrechten (460), Messenbach (151), Neundling (35), Rabenstreit (10), Reichergerhagen (129), Reintal (24), Sittling (12), Stött (58) és Winkl (22).
A környező önkormányzatok: délkeletre Taiskirchen im Innkreis, délre Utzenaich, délnyugatra Sankt Martin im Innkreis, nyugatra Ort im Innkreis, északnyugatra Eggerding, északra Mayrhof, északkeletre Andorf, keletre Zell an der Pram.

## Története
A mai település helyén már 1110 körül állt egy Szt. Lambertnek szentelt kápolna. 1190-körül templommá bővítették, körülötte pedig kialakult egy Hofmark nevű kis falu, melyet később St. Lambrechtennek neveztek át. A Bajorországhoz tartozó régiót 1711-ben, a spanyol örökösödési háborúban megszállták az osztrákok és a riedi grófsághoz csatolták, de 1714-ben visszaszolgáltatták a bajoroknak. 1779-ben azonban a bajor örökösödési háborút lezáró tescheni béke ismét Ausztriának ítélte az Innviertelt. 1783-ban, II. József egyházrendeletét követően megalakult a Lambrechten önálló egyházközsége és a falu iskolát is kapott. A napóleoni háborúk alatt a falu rövid időre visszatért a francia bábállam Bajországhoz, de 1816 után végleg Ausztriáé lett.
Lambrechten községi önkormányzata az 1848-as forradalmat követően alakult meg.
Az 1938-as Anschluss után a települést a Harmadik Birodalom Oberdonaui gaujába sorolták be és a nevének elejéről lekerült a "Sankt" tag. A háborút követően a község visszatért Felső-Ausztriához. Lambrechten az első világháborúban 50, a másodikban 129 főt vesztett.

## Lakosság
A lambrechteni önkormányzat területén 2022 januárjában 1297 fő élt. A lakosságszám 1961 óta 1300 körül ingadozik. 2019-ben az ittlakók 94,5%-a volt osztrák állampolgár; a külföldiek közül 1,3% a régi (2004 előtti), 3,6% az új EU-tagállamokból érkezett. 2001-ben a lakosok 97,9%-a római katolikusnak, 0,6% pedig felekezeten kívülinek vallotta magát. Ugyanekkor a legnagyobb nemzetiségi csoportot a németek (98,4%) mellett a horvátok alkották 0,8%-kal.
A népesség változása:

| 2016 | 1 310 |
| 2018 | 1 300 |

## Látnivalók
- a Szt. Lambert-plébániatemplom

## Fordítás
- Ez a szócikk részben vagy egészben  a   Lambrechten című német Wikipédia-szócikk ezen változatának fordításán alapul.  Az eredeti cikk szerkesztőit annak laptörténete sorolja fel. Ez a jelzés csupán a megfogalmazás eredetét és a szerzői jogokat jelzi, nem szolgál a cikkben szereplő információk forrásmegjelöléseként.